# Ahmed Zarrouk (mamelouk)
Pour les articles homonymes, voir Ahmed Zarrouk.
Ahmed Zarrouk (arabe : أحمد زروق), né au début du XIXe siècle et décédé en mai 1881 à Tunis, est un mamelouk, général et ministre tunisien.

## Biographie
Amené à Tunis alors qu'il est encore enfant, il est affranchi en 1822, après l'assassinat de son père adoptif, le ministre Mohamed Arbi Zarrouk Khaznadar, qui lui donne son nom de famille.
Il passe au service d'Hussein II Bey qui l'éduque avec les autres mamelouks du palais du Bardo. Il y reçoit une formation militaire solide dans la nouvelle École polytechnique du Bardo et se distingue de ses camarades jusqu'à ce que le souverain lui accorde la main de sa fille Zanoukha et le nomme aide de camp de son fils, le prince Hammouda. Fortement lié avec le grand vizir Mustapha Khaznadar, il est caïd du Kef en 1856, du Jérid en 1862, de Sousse et Monastir en 1865 et de la vaste province de l'Aradh (autour de Gabès) en 1869.
Lorsque se déclare l'insurrection menée par Ali Ben Ghedhahem en 1864, Zarrouk reçoit les pleins pouvoirs de la part de Sadok Bey, qui craint un débordement de la révolte dans toutes les provinces de la Tunisie. Lorsque l'insurrection gagne les portes de Tunis, Zarrouk parvient à refouler les cavaliers tribaux à l'aide des régiments d'infanterie et de l'artillerie de l'armée régulière, encadrés par des instructeurs français que le consul de France met à sa disposition. Il dirige aussi la colonne armée, de triste mémoire, qui ratisse le Sahel tunisien pour réprimer les populations séditieuses. Les témoins de l'époque souligne la sévérité du général qui rase plusieurs villages sahéliens, soutire de très fortes amendes à des populations déjà fortement appauvries et envoie en trophées au bey de Tunis des chefs de tribus et des notables qui sont exécutés ou emprisonnés dans les prisons du Bardo ou de La Goulette. Il parvient néanmoins à combler le déficit du trésor beylical grâce à des amendes et des rançons ainsi que de nouveaux prélèvements fiscaux lorsqu'il est nommé caïd du Sahel.

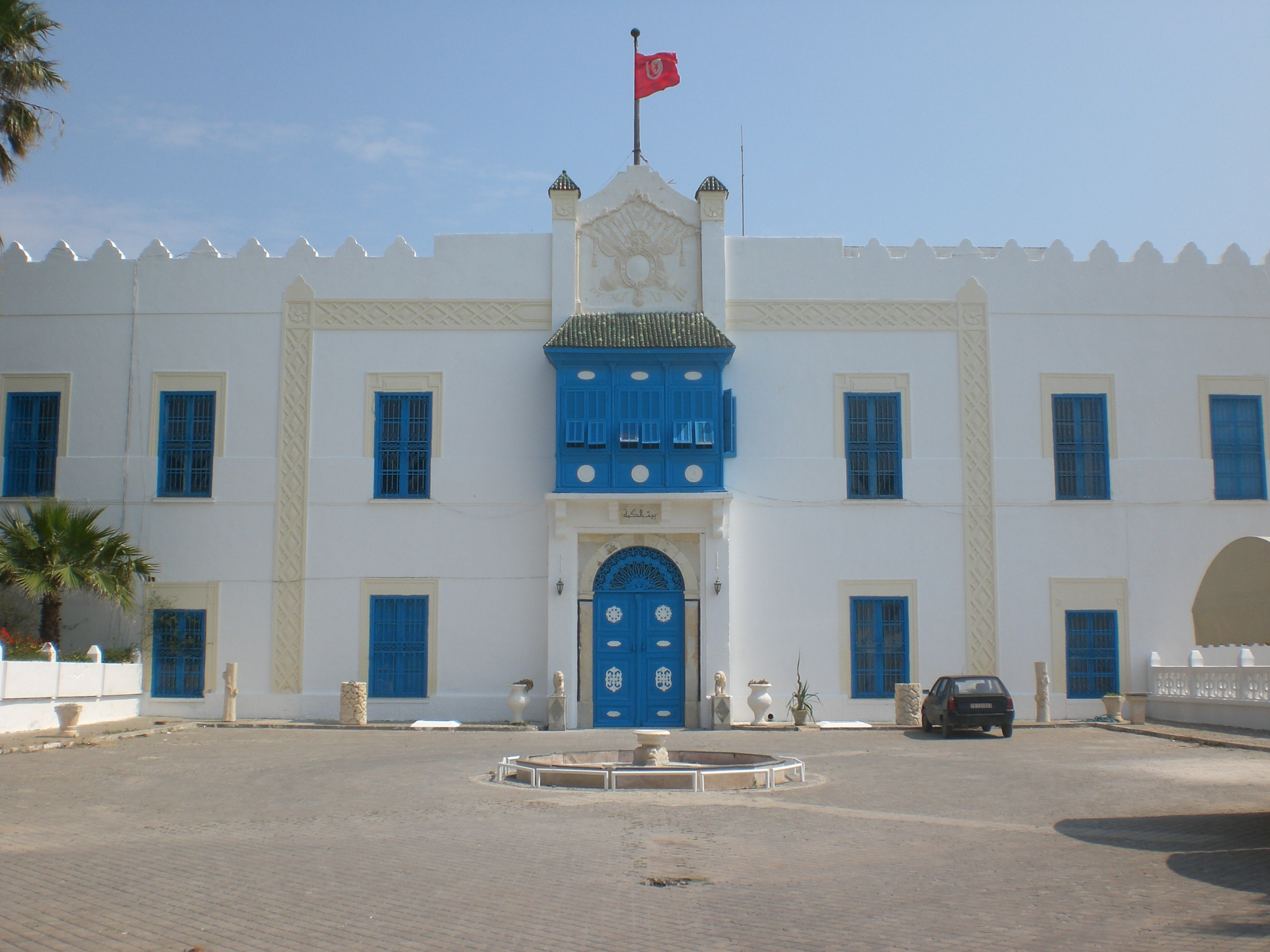
Palais construit par Ahmed Zarrouk à Carthage.

En récompense immédiate, il est fait ministre de la Guerre de 1865 à 1870. Il construit durant cette période un palais sur les rives de Carthage qui deviendra plus tard la résidence officielle de Lamine Bey, dernier souverain husseinite, puis le siège de l'Académie tunisienne des sciences, des lettres et des arts.
Il subit une disgrâce vers 1873, lors de la chute de Mustapha Khaznadar : Zarrouk est révoqué de tous ses postes par le nouveau grand vizir Kheireddine Pacha désireux de plaire à la population et surtout aux consuls européens qui ont été choqués par la conduite de Zarrouk lors de la répression du Sahel. De plus, Kheireddine assainit les comptes des proches de Khaznadar, accusés d'enrichissement aux dépens de l'État et de corruption.
Zarrouk se retire de la vie politique dans son palais de Carthage jusqu'à ce que Mustapha Ben Ismaïl, ancien favori de Sadok Bey et nouveau grand vizir, le rappelle et lui confie le ministère de la Marine en 1877. Il occupe ce poste jusqu'à sa mort en mai 1881, quelques jours après l'invasion de la Tunisie par les troupes françaises venues d'Algérie et la signature du Traité du Bardo par Sadok Bey, établissant le protectorat français de Tunisie.